# آنتونیو بالزانو
آنتونیو بالزانو (انگلیسی: Antonio Balzano؛ زادهٔ ۱۳ ژوئن ۱۹۸۶) بازیکن فوتبال اهل ایتالیا است.
از باشگاه‌هایی که در آن بازی کرده‌است می‌توان به باشگاه فوتبال کالیاری، باشگاه فوتبال چزنا، باشگاه فوتبال دلفینو پسکارا، و باشگاه فوتبال باری اشاره کرد.